# Nasavrky
Nasavrky — miasto w Czechach, w kraju pardubicki, w powiecie Chrudim.